# Paul Peschisolido
Paul Peschisolido   (Scarborough, 25 de maig de 1971) és un exfutbolista canadenc de la dècada de 1990.
Fou 53 cops internacional amb la selecció del Canadà.
Pel que fa a clubs, destacà a nombrosos clubs anglesos com: Birmingham City FC, Stoke City FC, West Bromwich Albion FC, Fulham FC, Queens Park Rangers FC, Sheffield United FC, Norwich City FC, Derby County FC i Luton Town FC.